# Falco Lombardi
Pour les articles homonymes, voir Falco.
 (août 2025).
Motif : Y a-t-il réellement les sources et la matière pour un article séparé de Personnages de Star Fox ?
- Archive Wikiwix
- Bing
- Cairn
- DuckDuckGo
- E. Universalis
- Gallica
- Google
- G. Books
- G. News
- G. Scholar
- Persée
- Qwant
- (zh) Baidu
- (ru) Yandex
- (wd) trouver des œuvres sur Wikidata

| 1. | Préciser le motif de la pose du bandeau. | Précisez le motif de la pose du bandeau en utilisant la syntaxe suivante : {{admissibilité à vérifier\|date=août 2025\|motif=remplacez ce texte par le motif}}                      |
| 2. | Informer les utilisateurs concernés.     | Pensez à avertir le créateur de l'article, par exemple, en insérant le code ci-dessous sur sa page de discussion : {{subst:avertissement admissibilité à vérifier\|Falco Lombardi}} |

Falco Lombardi (ファルコ・ランバルディ, Faruko Rambarudi) est un personnage de la série de jeux vidéo Star Fox. Bien que son nom rappelle celui du genre des faucons, son apparence est inspirée du faisan du Viêt Nam. Il mesure environ 1,78 m, il a les yeux bleus et il a 19 ans lorsqu'il rentre dans l'équipe Star Fox.

## Histoire

### AvantLylat Wars
Falco est toujours fidèle à Fox McCloud. Lorsqu'il avait huit ans, son grand frère, Frank Lombardi, mourut au combat. Ce dernier a demandé à Falco avant de rendre l'âme de se battre pour la justice jusqu'à sa mort. Falco faisait partie d'une troupe de voyous. À chaque fois que l'on lui pose une question sur son passé, il l'évite aussitôt ou change de sujet. Falco est "frimeur", il a l'arrogance des pilotes d'exception. Il est très orgueilleux et se croit plus fort que Fox. Falco semble être amoureux de Katt Monroe, bien qu'il se refuse à admettre ses sentiments.

### Lylat Wars
Fox fait appel à Falco pour le seconder dans la nouvelle équipe Star Fox. En effet, Peppy Hare est trop âgé et n'a pas le caractère pour être en première ligne, et Slippy Toad inexpérimenté et peu doué pour le pilotage. Bien que Falco éprouve du respect pour Fox, il n'est pas convaincu que son ami soit le meilleur choix pour être leader d'un escadron d'élite, s'estimant notamment plus doué que Fox en matière de pilotage. Il sera d'abord réfractaire aux ordres ("Occupes-toi de tes affaires"...) puis éprouvera petit à petit du respect pour Fox ("Je l'admets, tu as été très courageux Fox"...)
Falco intervient de nombreuses fois, et s'avère être l'aide la plus efficace sur le terrain. Chaque fois que Fox lui vient en aide, Falco met un point d'honneur à l'aider en retour. Il trouve ainsi la route secrète menant au véritable boss de Corneria. Il est également le pilote connaissant le moins de soucis lors des missions, contrairement à Slippy. Son rival lors des affrontements avec l'équipe Star Wolf semble être Leon Powalski car celui-ci pourchasse souvent Falco et ils ont également tous les deux de bonnes capacités de pilotage.
Andross détruit, Falco reconnait tant les qualités de pilote que celles de chef naturel de Fox et ceci jusqu'à nos jours.

### Star Fox Adventures
Huit ans après la fin de la guerre contre Andross, Falco n'est déjà plus membre de l'équipe Star Fox depuis un certain temps, lassé du manque de défis que lui procure l'équipe depuis la fin du conflit. Il est dit qu'il mène une vie de pilote indépendant et solitaire, mais lors du nouvel affrontement entre Fox et Andross, Falco revient à temps pour apporter de l'aide à son ancien équipier.
Andross de nouveau détruit, Falco revient dans l'équipe Star Fox, reconnaissant que sa vie de pilote indépendant n'était pas si exaltante. Lorsqu'il rencontre Krystal, il devine tout de suite que Fox est amoureux d'elle.

### Star Fox: Assault
Un an après, Falco est de nouveau un membre à part entière de l'équipe Star Fox. Il ne doute plus des capacités de Fox, mais se montre toujours aussi consterné par les aptitudes et l'excès de confiance de Slippy. Falco intervient toujours en première ligne aux côtés de Fox, mais refuse catégoriquement de participer aux missions terrestres. Quand Fox et d'autres membres de l'équipe se lancent ainsi à l'assaut de bases à pied ou en Landmaster, Falco assure alors le rôle de couverture aérienne, une tâche qu'il remplit parfaitement en sauvant Fox sur Fichina.
Il a considérablement changé d'uniforme depuis son retour, alors qu'il portait auparavant une veste blanche, il y porte désormais une sorte d'armure rouge.
Falco participe enfin à l'assaut final contre la Reine des Aparoïdes.

### Star Fox Command
Peu de temps après l'attaque des Aparoïdes, Falco a repris une carrière en solo en prêtant main-forte à ceux qui sont dans le besoin dans le système de Lylat, à la suite de la dissolution de l'équipe Star Fox. Sa nouvelle vie ne semble pas vraiment lui convenir et se montre rapidement prêt à aider Fox. La plupart des scénarios font désormais de lui l'allié le plus fidèle de Fox. À la différence de Slippy (désormais fiancé), Peppy (promu général) et Krystal, Falco n'a pas vraiment d'attaches qui l'empêcheraient de rejoindre Fox. Néanmoins, le scénario lui étant consacré le voit suivre une autre route que celle de Fox. Exclu de l'équipe Star Fox. Lors d'une des plusieurs fins possibles, Falco formera une nouvelle équipe, Star Falco, avec pour partenaires Dash Bowman et Katt Monroe.

## Capacités au combat

### SérieStar Fox
Falco est le second pilote le plus doué de l'équipe Star Fox après Fox, mais son manque de discipline et d'esprit d'équipe ne peut faire de lui un chef. Il n'est jamais vu aux commandes d'un Landmaster au cours des différents jeux, sauf en mode multijoueurs dans Star Fox: Assault ou dans Super Smash Bros. Brawl. Confirmation étant d'ailleurs faite dans Star Fox: Assault, où il apparaît qu'il est le moins bon pilote en Landmaster dans le mode multijoueurs. On peut en déduire qu'il est plutôt aérien, ce qui semble évident pour un faisan.

### SérieSuper Smash Bros.
- À compter de Super Smash Bros. Melee, Falco est le deuxième personnage de la série Star Fox à figurer dans le jeu de combat de Nintendo, aux côtés de son ami Fox.
- Il sait faire les mêmes attaques que Fox, excepté l'"oiseau de feu", qui va moins loin que le "Renard de feu" (c'est pour cela qu'il saute plus haut que Fox) et l'attaque "Chimère" de Falco qui va moins loin que l'attaque "illusion" de Fox, mais elle inflige plus de dommages. (c'est la même attaque, seul le nom change). Son attaque "Blaster" a l'avantage d'arrêter l'ennemi dans sa course, contrairement à Fox, même si la cadence de tir est moins soutenue.
- Dans Super Smash Bros. Brawl, Falco dispose de coups normaux différents de Fox, et sont plus portés sur le combat aérien. Ses coups spéciaux sont en revanche inchangés, à l'exception du Bouclier (Coup spécial bas) qu'il peut projeter sur une courte distance. Son Final Smash "Landmaster" est similaire à celui de Fox, mais prend en compte les aptitudes médiocres de Falco dans le pilotage du véhicule. Ainsi, peu à l'aise au sol, le landmaster de Falco se révèle plus performant dans les airs[2].

## Apparitions
- Star Wing

Falco Lombardi apparaît pour la première fois sur la Super Nintendo dans le jeu Star Fox. Il pilote un Arwing.
- Star Fox 2

Il peut être choisi comme pilote principal ou second pilote. Il pilote le même Arwing que Fox.
- Lylat Wars

Equipier de Fox, il pilote également l'Arwing comme les autres pilotes.
- Super Smash Bros. Melee

Personnage secret, disponible après avoir réussi le mode 100 multi-man Melee ou en faisant 300 matchs en VS.
- Star Fox Adventures

Intervient tout à la fin du jeu afin d'aider Fox à battre Andross en lui envoyant des bombes.
- Star Fox: Assault

Équipier de Fox, disponible dans le mode multijoueurs.
- Star Fox Command

Comme de nombreux personnages, le joueur peut incarner Falco. Il pilote le Sky Claw, plus rapide et disposant d'un multi-verrouillage mais plus fragile que l'Arwing. En revanche il n'est pas jouable en mode multijoueurs et Wi-Fi.
- Super Smash Bros. Brawl

Personnage secret. Pour le débloquer, soit vous jouez 50 matches en Brawl, soit vous terminez le 100 multi-man Melee, soit il se joint à vous dans l'Émissaire Subspatial, le mode aventure du jeu.
- Super Smash Bros. for Nintendo 3DS / for Wii U

Personnage secret.
- Star Fox Zero

Équipier de Fox.
- Starlink: Battle for Atlas

- Super Smash Bros. Ultimate